# Cafetal Carlota
Cafetal Carlota är en ort i Mexiko.   Den ligger i kommunen San Bartolomé Ayautla och delstaten Oaxaca, i den sydöstra delen av landet, 300 km sydost om huvudstaden Mexico City. Cafetal Carlota ligger 1 003 meter över havet och antalet invånare är 189.
Terrängen runt Cafetal Carlota är huvudsakligen bergig, men åt nordost är den kuperad. Runt Cafetal Carlota är det ganska tätbefolkat, med 56 invånare per kvadratkilometer. Närmaste större samhälle är Huautla de Jiménez, 18,1 km nordväst om Cafetal Carlota. I omgivningarna runt Cafetal Carlota växer i huvudsak städsegrön lövskog.